# Bryce (krater)
Bryce är en nedslagskrater med en diameter på ungefär 24 kilometer, på planeten Venus. Bryce har fått sitt namn efter Lucy Meredith Bryce.